# Aureusz
Aureusz, Aureus – imię męskie pochodzenia łacińskiego, oznaczające "złoty", a w przenośni "uroczy, wspaniały, najmilszy" (por. pol. "złociutki"). Patronem tego imienia jest św. Aureus, biskup Moguncji, wspominany razem ze swoją siostrą, św. Justyną.
Żeński odpowiednik: Aurea
Aureusz imieniny obchodzi 16 czerwca.